# Dartmuthia gemmifera
Dartmuthia Patten, 1931 è un genere estinto di pesci agnati, appartenente agli osteostraci. Visse nel Siluriano superiore (circa 420-418 milioni di anni fa) e i suoi resti fossili sono stati ritrovati in Estonia.

## Descrizione
Questo animale è noto solamente grazie ai fossili dello scudo cefalico. Questo era allungato e appiattito, non eccessivamente largo al contrario di altre forme come Cephalaspis (dotato di spine cornuali). Lo scudo cefalico possedeva un'apertura boccale tonda nella parte inferiore; erano inoltre presenti organi sensoriali ben sviluppati, sul capo e nei pressi degli occhi. Questi ultimi erano in posizione molto avanzata e ravvicinati fra loro. Si suppone che Dartmuthia fosse lungo circa 10 centimetri.

## Tassonomia
Dartmuthia è noto grazie a numerosi esemplari, constanti tutti del solo scudo cefalico, ritrovato negli strati siluriani dell'Estonia. La specie tipo, Dartmuthia gemmifera, è stata descritta per la prima volta nel 1931 da Patten. Un'altra specie, D. procera, è stata descritta nel 2014. Dartmuthia è stato ascritto variamente alle famiglie Thyestiidae e Tremataspididae o in una famiglia a sé stante, Dartmuthiidae, nell'ambito degli osteostraci.